# Річкові канонерські човни типу «Фушимі»
'Річкові канонерські човни типу «Фушимі» (яп. 伏見型砲艦, Fushimi-gata hōkan) - тип річкових канонерських човнів Імперського флоту Японії. 
Цей тип складався з двох кораблів, Fushimi (伏見) та Sumida (隅田). Кораблі названі іменами двох перших річкових канонерських човнів Японії, побудованих на початку 20 століття у Великій Британії. 

## Конструкція та озброєння
Кораблі типу "Фушімі" мали довжину 48,5 метрів і осадку 1,26 метра  Повна водотоннажність складала  368 тонн.  Потужність двигуна складала 2 200 кінських сил, що забезпечувало максимальну  швидкість у 17 вузлів (31 км/год) 17 вузлів (31 км/год; 20 миля/год) . Обидва кораблі були озброєні однією 80 міліметровою  зенітною гарматою  та двома 25 міліметровими автоматичними універсальними гарматами. 

## Історія служби
Обидва кораблі, "Фушімі" та "Суміда", були закладені в 1939 році, і були завершені відповідно 1939 і 1940 роках.  Брали участь у Другій світовій війні, а потім Громадянській війні в Китаї. 